# Până unde mă vor duce picioarele
Până unde mă vor duce picioarele (în germană: So weit die Füße tragen) este un film din 2001 regizat de Hardy Martins despre evadarea prizonierului de război german al celui de-al Doilea Război Mondial, Clemens Forell, dintr-un gulag siberian din Uniunea Sovietică înapoi în Germania. Se bazează pe cartea cu același nume a romancierului bavarez Josef Martin Bauer. Cartea se bazează, la rândul ei, pe o povestire a lui Cornelius Rost, care a folosit pseudonimul „Clemens Forell” pentru a evita răzbunarea din partea KGB-ului. O adaptare anterioară pentru televiziune a fost produsă în 1959. Cu toate acestea, de la publicarea cărții au apărut unele îndoieli cu privire la autenticitatea povestirii lui Rost.

## Distribuție
- Bernhard Bettermann - Clemens Forell
- Iris Böhm - Kathrin Forell
- Anatoliy Kotenyov - Oberleutnant Kamenev
- Michael Mendl - Dr. Stauffer
- Irina Pantaeva - Irina
- Hans-Uwe Bauer - Leibrecht
- André Hennicke - Bauknecht
- Antonio Wannek - Mattern
- Johannes Hitzbllech - Danhorn
- Stephen Wolf-Schömburg - Klugmann
- Irina Narbekova - Dr. Padmulova
- Hans Peter Hallwachs - Onkel Baudrexel
- Pavel Lebeshev - Lagerkommandant